# Lijst van Bruneise autosnelwegen

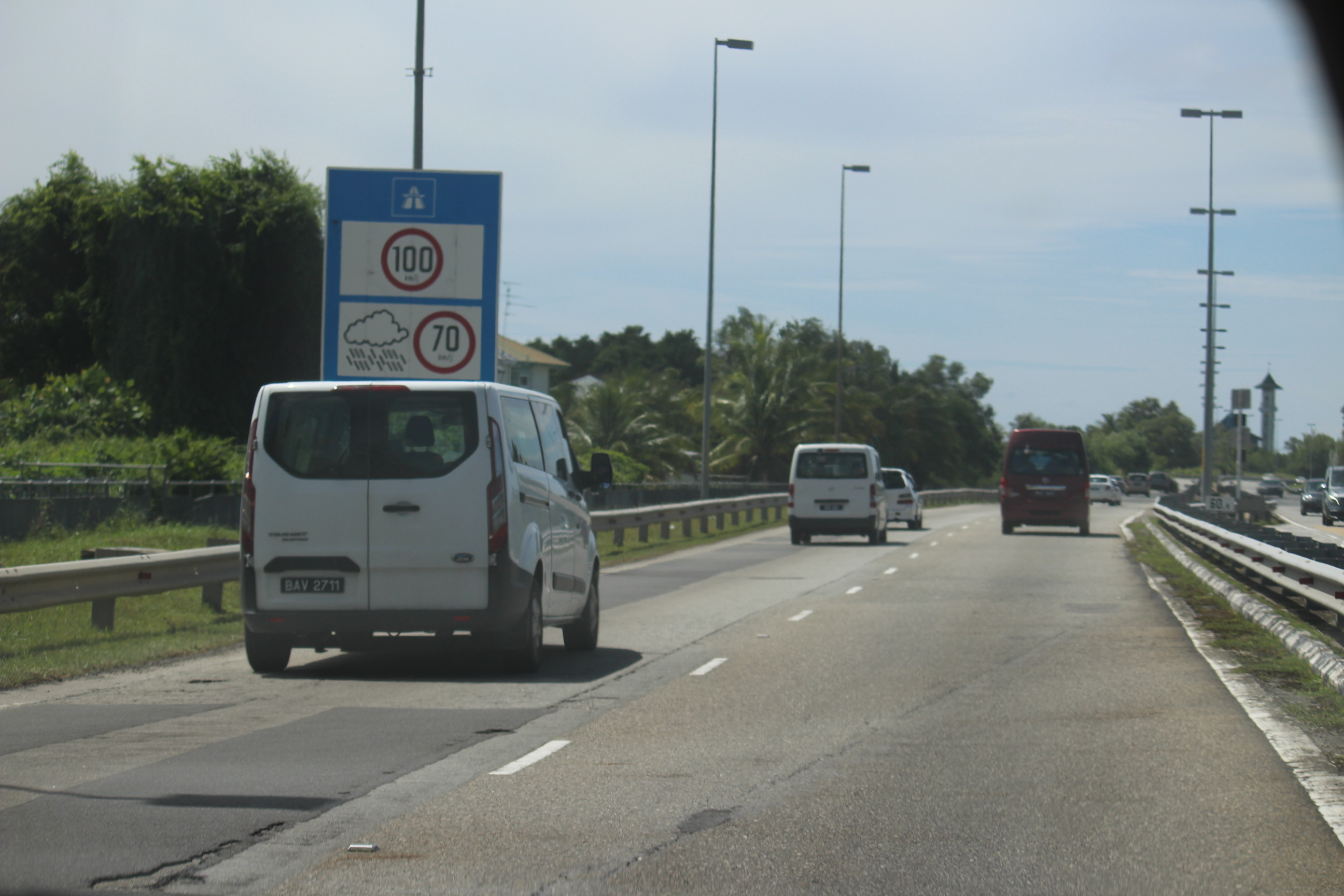
Bruneise autosnelweg

Hieronder volgt een lijst van autosnelwegen (Maleis: Lebuhraya) in Brunei.
- Muara–Tutong Highway - Een 60,6 kilometer lange weg die de districten Muara en Tutong met elkaar verbindt. Onderdeel van AH150.
- Sultan Hassanal Bolkiah Highway - Verbindt Batu Satu (Bandar Seri Begawan) met Sungai Akar.
- Tungku Highway - Verbindt Tungku Beach met Menglait in het district Brunei en Muara.
- Tungku–Jerudong Highway
- Duli Pengiran Muda Mahkota Al-Muhtadee Billah Highway
- Tutong–Telisai Highway - Verbindt Sengkarai met Telisai. Onderdeel van AH150.
- Seria By Pass Highway
- Telisai–Lumut Highway -  Een 18,6 kilometer lange weg, geopend in 2016.
- Brunei–Temburong Highway